# Arena de batalha multijogador em linha

Representação esquemática de um mapa de MOBA: em amarelo estão as três faixas; em verde, a selva; em azul, a base e as torres da equipe 1; em vermelho, a base e as torres da equipe 2

Arena de batalha multijogador em linha (em inglês: multiplayer online battle arena, abreviado como MOBA) é um subgênero de jogos eletrônicos de estratégia em que duas equipes de jogadores competem entre si em um campo de batalha predefinido. Cada jogador controla um único personagem com um conjunto de habilidades distintas que melhoram ao longo de um jogo e que contribuem para a estratégia geral da equipe. O objetivo final típico é que cada equipe destrua a estrutura principal de seus oponentes, localizada no canto oposto do campo de batalha. Em alguns jogos MOBA, o objetivo pode ser derrotar todos os jogadores da equipe inimiga. Os jogadores são assistidos por unidades controladas por computador que periodicamente aparecem em grupos e marcham para a frente ao longo de caminhos definidos em direção à base de seu inimigo, que é fortemente guardada por estruturas defensivas. Esse tipo de jogo eletrônico multijogador on-line se originou como um subgênero de estratégia em tempo real, embora os jogadores do MOBA geralmente não construam edifícios ou unidades. Além disso, existem exemplos de jogos MOBA que não são considerados jogos de estratégia em tempo real, como Smite (2014) e Paragon. O gênero é visto como uma fusão de jogos de ação, RPG e estratégia em tempo real.
O gênero começou em maior parte com Aeon of Strife (AoS), um mapa customizado do StarCraft onde quatro jogadores controlavam, cada um, uma única unidade poderosa e ajudados por unidades mais fracas controladas por computador, enfrentavam um uma unidade mais forte controlada pelo computador.

## História
As origens dos MOBA remontam de Herzog Zwei, um jogo de estratégia em tempo real, do console Mega Drive, lançado em 1989. O jogo Future Cop: LAPD, lançado em 1998 também é considerado um precursor moderno do gênero.
O gênero de MOBA foi inspirado em Aeon of Strife (AoS), um mapa modificado do jogo Starcraft inspirado no Future Cop: LAPD. Aeon of Strife serviu de inspiração para a criação do Defense of the Ancients (DotA), um mapa modificado do jogo Warcraft III, onde se tornou extremamente popular na comunidade de jogadores, virando referência no quesito MOBA, recebendo várias atualizações por Guinsoo e IceFrog, e ocasionando em várias versões do mapa.
Em 2009, foi criado o Demigod, primeiro MOBA independente de outro jogo. Em outubro do mesmo ano, Riot Games lançou seu primeiro título, League of Legends (LoL), cuja equipe era composta de alguns membros que trabalharam no DotA e projetado por Freak. Riot Games também introduziu a palavra MOBA para se referir ao gênero que até o momento era conhecido como DotA. Em 2011, a Riot Games foi a primeira empresa a bancar um grande campeonato mundial do gênero, o League of Legends World Championship.[carece de fontes?]

## Jogabilidade
A principal característica dos MOBAs é ter dois times opostos que lutam entre si, cujo objetivo é destruir a base inimiga, com cada jogador do time controlando uma unidade chamada 'herói' ou 'campeão'. Características adicionais incluem torres de defesa pelo cenário, e unidades controladas por computador que lutam para os times.
O herói controlado pelo jogador ataca os inimigos usando habilidades específicas, o herói ganha experiência e dinheiro matando unidades inimigas, alcançando determinada experiência ele consegue progredir para o próximo nível, melhorando seus atributos e habilidades, o dinheiro serve para comprar itens consumíveis ou que melhoram as habilidades. Matar jogadores do time adversário costuma ser bem recompensado com experiência e dinheiro, assim como morrer para um jogador adversário também pode ser custoso ao time, quando morre o jogador tem que esperar um determinado tempo até reviver novamente na sua base.
A área do cenário que fica fora das faixas é chamada de jungle ou selva, na selva costumam ficar buffs (que aumentam os atributos do jogador por um tempo) e os chefes que podem ser derrotados para conseguir itens ou fazer com que eles lutem ao lado do time do jogador.
Existem alguns termos específicos de MOBAS para classes, geralmente são usados termos como assassinos (assassins) para heróis que conseguem matar oponentes rapidamente, carregadores (carrys) que começam fracos e vão ficando mais fortes ao longo da partida, junglers que podem matar mais facilmente monstros na selva, tanques (tanks) para heróis que aguentam receber muito dano físico, suportes (supports) que servem para auxiliar outros heróis, AD (attack damage) sobre danos de ataque, AP (ability power) sobre o poder das habilidades.
O gênero MOBA também inclui várias missões, como de ir do ponto A até o ponto B, como os jogos MMORPG, para que se possa progredir facilmente no jogo.

## Lista de jogos do gênero
- Defense of the Ancients (2003)
- Demigod (2009)
- League of Legends (2009)
- Heroes of Newerth (2010)
- Dota 2 (2012)
- Bloodline Champions (2011)
- Storm of the Imperial Sanctum (2011)
- Realm of the Titans (2011)
- Rise of Immortals (2011)
- Stellar Impact (2011)
- Awesomenauts (2012)
- Guardians of Middle-Earth (2012)
- Dawngate (2013) (Cancelado)
- Heroes of Order & Chaos (2013)
- Splatoon (2014)
- Dragons and Titans (2014)
- Infinite crisis (2014) (Cancelado)
- Invokers Tournament (2014)
- Smite (2014)
- Strife (2014)
- Vainglory (2014)
- Paladins (2014)
- Mobile Legends: Bang Bang (2014)
- Legend of Glory (2015) (Cancelado)
- Shards of War (2015)
- Clash Royale (2016)
- Heroes of the Storm (2016)
- Battleborn (2016)
- Paragon (2016)
- Overwatch (2016)
- Arena of Valor (2017)
- Heavy Metal Machines (2017)
- Splatoon 2 (2017)
- Heroes Evolved (2017)
- Adversator (2019)
- Wild Rift (2020)
- Pokémon Unite (2021)
- Splatoon 3 (2022)